# Howard Keel
Howard Keel, egentligen Harry Clifford Keel, född 13 april 1919 i Gillespie i Illinois, död 7 november 2004 i Palm Desert i Kalifornien, var en amerikansk skådespelare, sångare och musikalartist. Keel spelade huvudroller i ett antal MGM-musikaler under 1950-talet. I slutet av sin karriär gjorde han rollen som Clayton Farlow i tv-serien Dallas.

## Biografi
Howard Keel var son till en gruvarbetare. Han växte upp med en far som drack och en strängt religiös mor som förbjöd sina barn alla typer av nöjen. 
Keel började som sjungande diskplockare på en matservering i Los Angeles. Han fick sedan anställning som reparatör vid Douglas Aircraft och där sjöng han vid firmafester. Detta ledde sedermera till hans scendebut 1945 i Carousel. 1948 spelade han i uppsättningen av Oklahoma i Londons West End och gjorde då sin filmdebut i en mindre roll i den brittisk filmen Våldets män.
Howard Keel fick sitt stora genombrott 1950 i rollen som Frank Butler i Annie Get Your Gun. Lång och stilig med en fin baryton blev han snabbt populär i en rad musikalfilmer under 1950-talet.
Han var ordförande för fackföreningen Screen Actors Guild 1958–1959.

## Filmografi i urval
- 1948 – Våldets män
- 1950 – Annie Get Your Gun
- 1950 – Söderhavets sång
- 1951 – Tre man och en flygvärdinna
- 1951 – Teaterbåten
- 1951 – Texas Carnival
- 1951 – En cowboy med lasso
- 1952 – Paradis med sex
- 1953 – Västerns vilda dotter
- 1953 – Kiss Me Kate
- 1954 – Sju brudar, sju bröder
- 1955 – Jupiters älskling
- 1955 – Under Bagdads måne
- 1958 – Han vill hämnas
- 1959 – Den heliga eden
- 1962 – Triffiderna anfaller
- 1966 – Hämnd! Hämnd! Hämnd!
- 1967 – The War Wagon
- 1981–1991 – Dallas (TV-serie)
- 1982 – Fantasy Island (TV-serie)
- 1983 – Kärlek ombord (TV-serie)
- 1991 – Mord och inga visor (TV-serie)
- 1994 – That's Entertainment! III
- 1995 – Walker, Texas Ranger (TV-serie)